# Philipe Maia
Philipe Maia de Freitas (* 11. Juli 1995 in Brasília) ist ein brasilianischer Fußballspieler.

## Karriere
Philipe Maia erlernte das Fußballspielen beim CA Sorocaba} im brasilianischen Sorocaba. Seinen ersten Vertrag unterschrieb er 2014 Avaí FC in Florianópolis. Im Januar 2016 wechselte er zum Mirassol FC. Von Januar 2017 bis Dezember 2018 wurde er an den Zweitligisten Guarani FC ausgeliehen. Für den Verein aus Campinas bestritt er 30 Ligaspiele. Mit Guarani gewann er 2018 die 2. Staatsmeisterschaft von São Paulo. Der ebenfalls in der zweiten Liga spielende Vila Nova FC lieh ihn von Januar 2019 bis Juli 2019 aus. Nach Vertragsende in Mirassol ging er im August 2019 nach Europa. Hier unterschrieb er in Portugal einen Vertrag beim Zweitligisten GD Estoril Praia. Nach sechs Zweitligaspielen kehrte er im Juli 2020 nach Brasilien zurück. Hier spielte er bis Juni 2021 für den Mirassol FC, Paraná Clube und Criciúma EC. Im Juli 2021 ging er nach Saudi-Arabien. Hier nahm ihn der in der zweiten Liga spielende al-Orobah FC unter Vertrag. Bei dem Klub aus Sakaka stand er zwei Spielzeiten unter Vertrag. Nach 29 Ligaspielen wechselte er Juli 2023 zu dem ebenfalls in der zweiten Liga spielenden Al-Adalah FC nach Hofuf. Hier bestritt er 61 Ligaspiele. Nach zwei Spielzeiten zog es ihn im Sommer 2025 nach Thailand. Hier unterschrieb er in der Hauptstadt Bangkok einen Vertrag beim Erstligisten Bangkok United.

## Erfolge
Guarani FC
- 2. Staatsmeisterschaft von São Paulo: 2018